# Andrei Kunitski
Andrei Kunitski (Андрэй Куніцкі) (Hrodna, 2 de juliol de 1984) va ser un ciclista belarús, professional del 2007 al 2010. Del seu palmarès destaquen els dos Campionats nacionals en contrarellotge.

## Palmarès
- 2004
  - 1r a la Chrono champenois
- 2005
  - 1r al Gran Premi Palio del Recioto
  - Vencedor d'una etapa al Giro de les Regions
- 2007
  -  Campió de Belarús en contrarellotge
- 2008
  -  Campió de Belarús en contrarellotge
  - Vencedor d'una etapa a la Volta a Burgos

### Resultats al Giro d'Itàlia
- 2007. 85è de la Classificació general